# Allobaccha
Allobaccha là một chi ruồi trong họ Syrphidae.